# Podlesnaja Polana
Podlesnaja Polana (ros. Подлесная Поляна) – osiedle typu wiejskiego w zachodniej Rosji, w sielsowiecie romanowskim rejonu chomutowskiego w obwodzie kurskim.

## Geografia
Miejscowość położona jest nad ruczajem Mickij,  1,5 km od centrum administracyjnego sielsowietu romanowskiego (Romanowo), 8 km od centrum administracyjnego rejonu (Chomutowka), 109 km od Kurska.
W granicach miejscowości znajduje się ulica Pobiedy.

## Demografia
W 2010 r. miejscowość zamieszkiwały 23 osoby.